# Union City (Californië)
Union City is een city in Alameda County in Californië in de VS.

## Geografie
De totale oppervlakte bedraagt 49,9 km² (19,2 mijl²) wat allemaal land is.

## Demografie
Volgens de census van 2000 bedroeg de bevolkingsdichtheid 1341,2/km² (3473,0/mijl²) en bedroeg het totale bevolkingsaantal 66.869 dat bestond uit:
- 30,21% blanken
- 6,70% zwarten of Afrikaanse Amerikanen
- 0,53% inheemse Amerikanen
- 43,39% Aziaten
- 0,91% mensen afkomstig van eilanden in de Grote Oceaan
- 11,53% andere
- 6,73% twee of meer rassen
- 23,96% Spaans of Latino

Er waren 18.642 gezinnen en 15.696 families in Union City. De gemiddelde gezinsgrootte bedroeg 3,57.

## Plaatsen in de nabije omgeving
De onderstaande figuur toont nabijgelegen plaatsen in een straal van 16 km rond Union City.

## Geboren
- Avantika Vandanapu (2005), actrice